# Kokyu
Kokyū 呼吸 (scritto in kanji) è un termine della lingua giapponese usato nelle arti marziali giapponesi ed in particolare nell'Aikidō. Significa manifestazione o estensione del Ki 氣 all'esterno del corpo o anche esercitare il 氣 Ki fuori dal corpo.
Le parole Kokyū-Hō e Kokyu-Nage si riferiscono ad una parte fondamentale ed imprescindibile dell'Aikidō e pertanto ricorrono molto sovente.

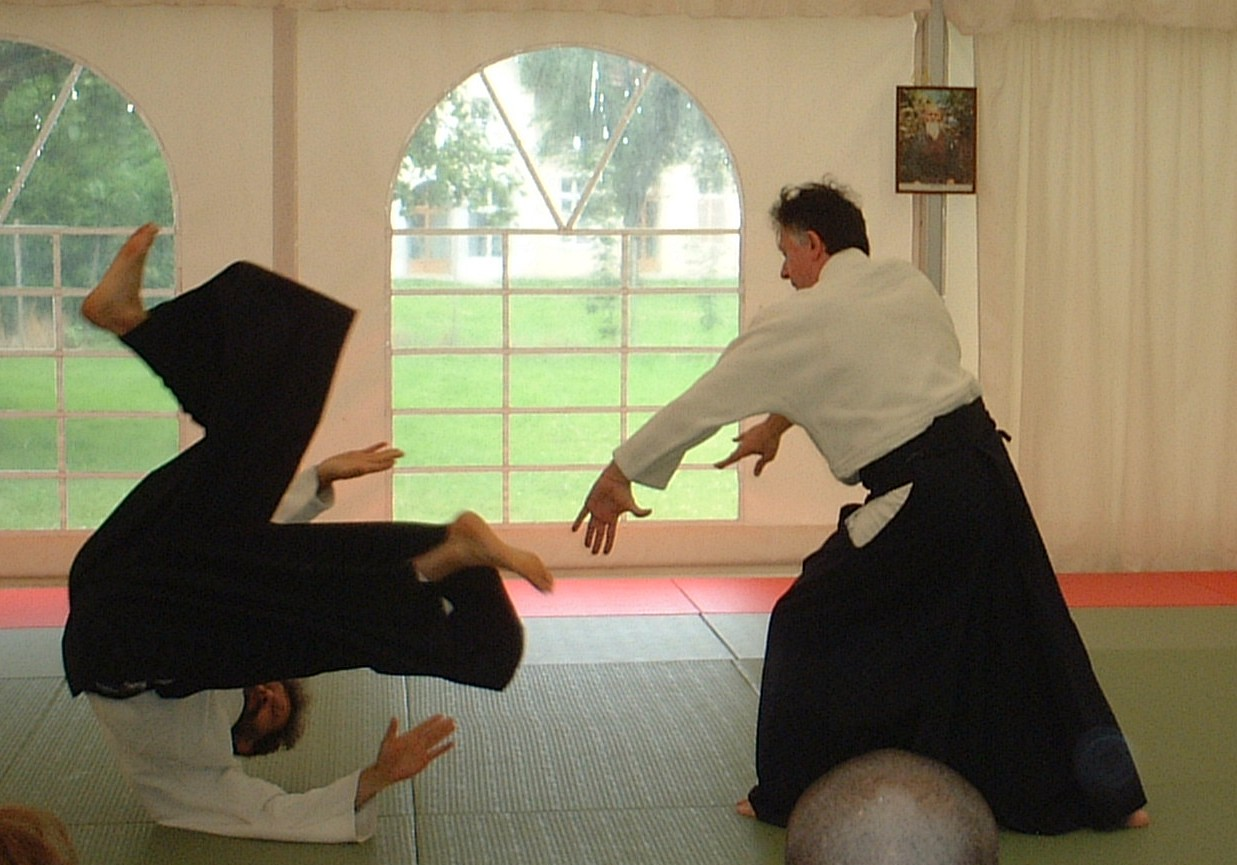
Tecnica di "Kokyū-Nage": la proiezione dell'avversario si ottiene attraverso un'azione di Kokyū, cioè estendendo all'esterno il proprio 氣 Ki (generando quindi proprio Kokyū) dopo aver coinvolto in questa azione il 氣 Ki dell'avversario (utilizzando quindi il Kokyū dell'avversario)

Vi sono moltissime tecniche nell'Aikidō basate sull'estensione all'esterno del Ki 氣, specialmente in quelle numerose e molteplici tecniche chiamate tutte genericamente Kokyū-Nage ma che si diversificano moltissimo le une dalle altre per tipologia di risposta ad uno specifico attacco.
Il Kokyū è quindi quel particolare movimento del Ki 氣che si manifesta esteriormente attraverso il movimento del corpo che segue il movimento del 氣 Ki; ciò vale sia quando si agisce come tori (cioè colui che esegue la tecnica di difesa) sia come uke (cioè il partner d'allenamento che si presta ad attaccare ed a ricevere l'effetto delle tecniche eseguite dal "tori").
Avere un forte Kokyū significa possedere un'elevata capacità di espressione e di controllo dell'estensione all'esterno del proprio 氣 Ki e padroneggiarlo in modo che il corpo irradi sempre il 氣 Ki in modo vigoroso in ogni circostanza: in tale modo si riesce a muoversi ed a proiettare l'avversario senza fatica e con estrema naturalezza ed efficacia, per effetto dello sfruttamento dell'energia interiore e della forza fisica dell'avversario, piuttosto che per effetto dell'impiego della propria forza fisica ed energia interiore.
Anche per portare gli atemi con efficacia (cioè i colpi a percussione portati con gli arti) è richiesto un forte kokyū e quindi non basta possedere una buona tecnica di atemi.